# Arena Stožice
Die Arena Stožice (auch als Dvorana Stožice bekannt) ist eine Mehrzweckhalle im Stadtbezirk Posavje der slowenischen Hauptstadt Ljubljana. 

## Geschichte
Die Halle liegt im Športni park Stožice (deutsch Sportpark Stožice), zu dem auch das 2010 eröffnete Stadion Stožice mit rund 16.000 Plätzen gehört. Ein Einkaufszentrum mit 120 Geschäften sollte Ende 2011 fertiggestellt werden, existiert aber bis heute nur im Rohbau. Die Gesamtfläche des Grundstücks beträgt 166.000 m². Die Dachkonstruktion erinnert in ihrer Form an eine Jakobsmuschel.
Sie ist die sportliche Heimat des Basketballvereins KK Union Olimpija, der Frauen-Handballmannschaft des Rokometni Klub Krim sowie des Volleyballvereins ACH Volley Bled zu den internationalen Spielen. Die Arena wurde am 10. August 2010 mit dem Basketball-Länderspiel zwischen Slowenien und Spanien eröffnet. Die Gastgeber unterlagen den Spaniern mit 72:79 in der Overtime.
Zu den Hauptsportarten Basketball und Handball bietet die Arena 12.480 Zuschauerplätze. Bei Konzerten und anderen Musik- und Showveranstaltungen sind es bis zu 14.480 Plätze. Am 11. März 2011 fand z. B. die Pferde- und Musikshow Lipica v Ljubljani in der Arena statt. Die Arena ist für die meisten Hallensportarten ausgerüstet. Eine Eisfläche für Eishockey war zunächst nicht vorgesehen. Dennoch war die Arena Austragungsort der Eishockey-Weltmeisterschaft der Division IA 2012 der Herren und bot 10.000 Zuschauern Platz.
In der Arena Stožice wurden die Spiele der zweiten Runde sowie der Finalrunde im K.-o.-Syste der Basketball-Europameisterschaft 2013 ausgetragen. 2022 war sie Schauplatz der Volleyball-Weltmeisterschaft der Männer und ist im November einer von vier Spielorte der Handball-Europameisterschaft der Frauen.

## Konzerte
Seit der Eröffnung traten u. a. folgende Künstler und Gruppen auf.
- 2010: Jose Carreras, Leonard Cohen, Joe Cocker, David Guetta
- 2011: Budapest Gypsy Symphony Orchestra, Dalmatinske Klape, Helena Blagne und die Wiener Sängerknaben
- 2013: Rammstein, Mark Knopfler, Jessie J
- 2016: Triester Partisanenchor Pinko Tomažič
- 2017: Green Day